# Доминик Рошето
Доминик Рошето (фр. Dominique Rocheteau; Сент, 14. јануар 1955) је француски бивши фудбалер и репрезентативац.

## Каријера

### Репрезентација
Рошето је за репрезентацију скупио 49 наступа и 15 поготка. Био је члан тима који је освојио Европско првенство 1984. године.